# Phyllanthus pseudocarunculatus
Phyllanthus pseudocarunculatus är en emblikaväxtart som beskrevs av Radcl.-sm.. Phyllanthus pseudocarunculatus ingår i släktet Phyllanthus och familjen emblikaväxter. Inga underarter finns listade i Catalogue of Life.